# Diatraea indigenella
Diatraea indigenella là một loài bướm đêm trong họ Crambidae.